# Sony α7S II
Sony α7S II (phiên bản ILCE-7SM2) là một loại máy ảnh không gương lật có thể thay đổi ống kính với độ phân giải 12,2 megapixel do Sony sản xuất. Nó được công bố chính thức vào 11 tháng 9 năm 2015 tại một cuộc họp báo ở triển lãm IBC, Amsterdam, Hà Lan và được phát hành vào tháng 10 năm 2015  với giá bán lẻ đề xuất là 3.000 đô la vào thời điểm đó.
Máy ảnh α7S II chỉ được bày bán dưới dạng thân máy hoặc trong một gói đi kèm với ống kính phóng đại Sony FE 28-70mm F3.5-5.6 OSS.

## Chức năng

### Chụp ảnh
Các máy ảnh phiên bản α7S II có cảm biến Exmor CMOS toàn khung hình lên đến 35mm (35,6 x 23,8 mm). Điều này giúp nó có khả năng thu được đến 12,2 megapixel trong mỗi ảnh chụp.

### Tự động lấy nét và đo sáng
α7S II có cảm biến lấy nét tự động 169 điểm, sử dụng tính năng lấy nét tự động tương phản để chụp và ghi hình.

### ISO
Đối với hình ảnh tĩnh, tiêu chuẩn ISO của α7S II là 100–102400 với khả năng mở rộng xuống ISO 50 và tương đương với ISO 409600. Đối với chức năng quay phim, tiêu chuẩn ISO của α7S II 100-102400 với khả năng mở rộng xuống ISO 100 và tương đương với ISO 409600. Đối với hình ảnh tĩnh hoặc đoạn phim cài đặt tự động, ISO của máy ảnh là 100–12800 với hai lựa chọn là giới hạn trên và giới hạn dưới.

### Màn trập
Tốc độ màn trập của α7S II là 30 giây đến 1/8.000 giây đối với ảnh tĩnh. Đối với phim có chiếu sáng, tốc độ màn trập có thể đạt 1/4 giây (1/3 giây một bước) đến 1/8.000 giây.
Ngoài ra, α7S II còn có tốc độ chụp liên tục tối đa xấp xỉ 5,0 khung hình/giây khi cài đặt ở chế độ chụp liên tục ưu tiên tốc độ và  2,5 khung hình/giây ở chế độ chụp liên tục thông thường.

### Công thái học và chức năng
Máy ảnh α7S II có màn hình tinh thể lỏng bán dẫn mỏng với kích thước 7,5 cm (3 inch) và độ phân giải 1.228.800 điểm ảnh với góc nghiêng tùy chỉnh lên xuống từ 41 đến 107 độ. Kính ngắm điện tử OLED có độ phân giải 2.360.000 điểm ảnh và độ phóng đại.78 lần.
Ngoài ra, chiếc máy ảnh này còn có Wi-Fi tích hợp với khả năng tương thích NFC.

### Quay phim
Máy ảnh có thể quay dưới định dạng 4K UHD (QFHD: 3840 x 2160) trong khung hình đầy đủ, cho phép đặt kích thước cho phim, cũng như tốc độ khung hình trên giây và phương pháp nén.
Phim điện ảnh The Possession of Hannah Grace được quay hoàn toàn bằng máy ảnh α7S II

## Cập nhật firmware
Vào ngày 15 tháng 5 năm 2019, Sony đã công bố các bản cập nhật firmware hàng loạt cho dòng máy ảnh α9 và α7 bao gồm phiên bản phần mềm 3.01 cho α7S II; thay đổi chính của nó là cải thiện sự ổn định tổng thể của thân máy.

## Trạm không gian quốc tế(ISS)

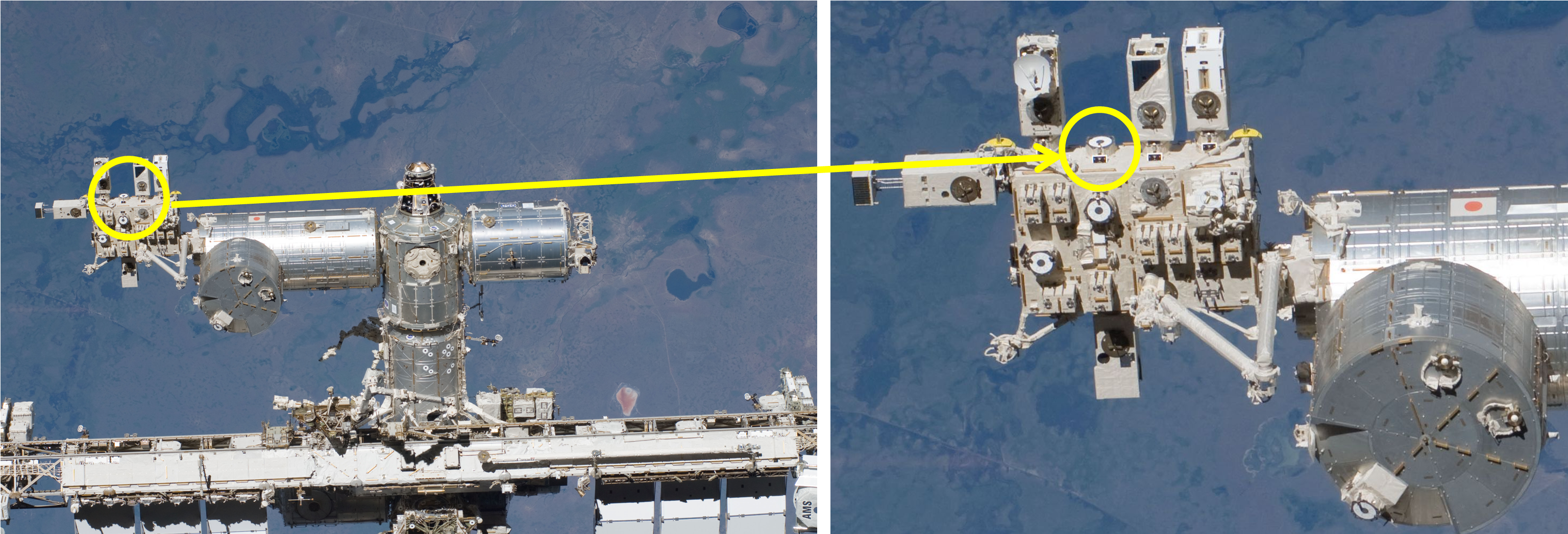
Chiếc máy ảnh gắn trên ISS

Vào tháng 12 năm 2016, cơ quan hàng không vũ trụ quốc gia Nhật Bản, JAXA, tiến hành cài đặt máy ảnh Sony α7S II bên ngoài Trạm vũ trụ quốc tế Kibo sau khi xác định chiếc máy ảnh này đủ bền để chịu được chân không của không gian bên ngoài. Theo Sony, a7S II đã quay được những thước phim 4K đầu tiên trong không gian bằng camera cấp độ thương mại. Để giảm thiểu sự khắc nghiệt của nhiệt độ không gian bên ngoài, giá treo máy ảnh được trang bị lò sưởi và bộ tản nhiệt. Sony tuyên bố rằng thân máy ảnh không được sửa đổi nhưng phần mềm đã được sửa đổi để cho phép nhân viên trong trạm vũ trụ có thể điều khiển từ xa ngay từ bên trong. JAXA đã chọn ống kính Sony FE PZ 28-135mm F4 G OSS để chụp ảnh và quay video cho mục đích của nhiệm vụ này.

## Phụ kiện
Theo trang web của Sony, model α7S II được trang bị:
- Thân máy ảnh Sony ILCE-7SM2
- Bộ pin NP-FW50 (có thể sạc lại)
- Bộ sạc pin BC-VW1
- Bộ đổi nguồn AC AC-UUD11
- Dây đeo cổ/vai
- Cáp Micro-USB và bảo vệ cáp